# Franco Frattini
Franco Frattini (Rome, 14 maart 1957 – aldaar, 24 december 2022) was een Italiaans politicus. Hij was minister van Buitenlandse Zaken en Eurocommissaris voor justitie, vrijheid en veiligheid.

## Studie en carrière
Frattini studeerde rechten in Rome en aanvaardde na zijn studie een post als openbaar aanklager. Daarna was hij een poos rechter voordat hij in dienst trad als juridisch adviseur van de minister van Financiën. In 1993 werd hij ondersecretaris van de Italiaanse ministerraad. In 1995 werd hij zelf, namens zijn partij Forza Italia, minister en wel voor Openbare Werken en regionale aangelegenheden. Na de val van het eerste kabinet Berlusconi was hij enige tijd lid van het parlement. In 2002 trad hij opnieuw toe tot de regering, als minister van Buitenlandse Zaken. Op 4 november 2004 maakte de nieuwe voorzitter van de Europese Commissie Barroso bekend dat Frattini zou toetreden als de nieuwe Eurocommissaris voor Justitie, Vrijheid en Veiligheid. Als kandidaat volgde hij daarmee Rocco Buttiglione op die moest terugtreden omdat het Europees Parlement geen vertrouwen in hem had vanwege zijn conservatieve opvattingen over homoseksualiteit en vrouwen.
Op 8 mei 2008 trad Frattini af als Eurocommissaris en werd opnieuw minister van Buitenlandse Zaken, in de regering-Berlusconi IV. Hij werd in de commissie opgevolgd door de Italiaan Antonio Tajani, maar die kreeg niet dezelfde post als Frattini, want die ging naar de Fransman Jacques Barrot. Tajani is de nieuwe Eurocommissaris van Vervoer geworden.

## Privéleven
Frattini was ongehuwd.
Joaquín Almunia · Catherine Ashton · José Manuel Barroso · Jacques Barrot · Joe Borg · Karel De Gucht · Stavros Dimas · Benita Ferrero-Waldner · Ján Figeľ · Franco Frattini · Mariann Fischer Boel · Dalia Grybauskaitė · Danuta Hübner · Siim Kallas · Meglena Koeneva · László Kovács · Neelie Kroes · Markos Kyprianou · Peter Mandelson · Charlie McCreevy · Louis Michel · Leonard Orban · Andris Piebalgs · Janez Potočnik · Viviane Reding · Olli Rehn · Paweł Samecki · 
Algirdas Šemeta · Vladimír Špidla · Antonio Tajani · Androulla Vassiliou · Günter Verheugen · Margot Wallström